# Comuna Cernica, Ilfov
Cernica (în trecut, Cernica-Căldăraru și Cernica-Tânganu) este o comună în județul Ilfov, Muntenia, România, formată din satele Bălăceanca, Căldăraru, Cernica (reședința), Poșta și Tânganu.

## Așezare
Comuna se află în sud-estul județului, pe malurile Dâmboviței (în special pe cel stâng) și pe malurile râului Colentina, în zona de vărsare a acestuia în Dâmbovița. Este traversată de autostrada A2, pe care este deservită de nodul rutier Cernica/Bălăceanca, nod ce duce în șoseaua județeană DJ301, drum care leagă comuna spre nord-vest de Pantelimon (unde se termină în DN3) și spre sud-est în județul Călărași de Fundeni, Vasilați și Budești (unde se termină în DN4).

## Demografie
Componența etnică a comunei Cernica
     Români (89,95%)
     Romi (3,13%)
     Alte etnii (0,21%)
     Necunoscută (6,71%)
Componența confesională a comunei Cernica
     Ortodocși (90,86%)
     Alte religii (1,95%)
     Necunoscută (7,19%)
Conform recensământului efectuat în 2021, populația comunei Cernica se ridică la 11.871 de locuitori, în creștere față de recensământul anterior din 2011, când fuseseră înregistrați 10.886 de locuitori. Majoritatea locuitorilor sunt români (89,95%), cu o minoritate de romi (3,13%), iar pentru 6,71% nu se cunoaște apartenența etnică. Din punct de vedere confesional, majoritatea locuitorilor sunt ortodocși (90,86%), iar pentru 7,19% nu se cunoaște apartenența confesională.

## Politică și administrație
Comuna Cernica este administrată de un primar și un consiliu local compus din 17 consilieri. Primarul, Gelu Apostol[*], de la Coaliția Națională pentru România, este în funcție din 2000. Începând cu alegerile locale din 2024, consiliul local are următoarea componență pe partide politice:
|  | Partid                            | Consilieri | Componența Consiliului | Componența Consiliului | Componența Consiliului | Componența Consiliului | Componența Consiliului | Componența Consiliului | Componența Consiliului | Componența Consiliului | Componența Consiliului | Componența Consiliului | Componența Consiliului | Componența Consiliului | Componența Consiliului | Componența Consiliului |
|  | --------------------------------- | ---------- | ---------------------- | ---------------------- | ---------------------- | ---------------------- | ---------------------- | ---------------------- | ---------------------- | ---------------------- | ---------------------- | ---------------------- | ---------------------- | ---------------------- | ---------------------- | ---------------------- |
|  | Coaliția Națională pentru România | 14         |                        |                        |                        |                        |                        |                        |                        |                        |                        |                        |                        |                        |                        |                        |
|  | Alianța pentru Unirea Românilor   | 2          |                        |                        |                        |                        |                        |                        |                        |                        |                        |                        |                        |                        |                        |                        |
|  | Partidul S.O.S. România           | 1          |                        |                        |                        |                        |                        |                        |                        |                        |                        |                        |                        |                        |                        |                        |

## Istoric
La sfârșitul secolului al XIX-lea, comuna făcea parte din plasa Dâmbovița a județului Ilfov, fiind formată din satele Cernica și Căldăraru, având 922 de locuitori (inclusiv cu călugării de la mănăstirea Cernica, pe atunci aflată pe teritoriul comunei — astăzi, în orașul Pantelimon), și 190 de case. Satul de reședință (Cernica) avea 606 locuitori, o școală mixtă cu 30 de elevi (dintre care 8 fete) și o biserică ortodoxă. Pe teritoriul actual al comunei, mai funcționa pe atunci și comuna Tânganu, fiind formată din satul eponim de reședință și din cătunul Tânganu-Moara, având în total 883 de locuitori. În ea funcționau o școală mixtă, o mașină de treierat cu aburi și o biserică. Celelalte două sate ale comunei aparțineau în acea vreme altor comune învecinate: satul Poșta făcea parte din comuna Ștubeiu-Orăști, iar satul Bălăceanca— din comuna Bobești-Bălăcanca.
În 1925, comuna Tânganu fusese deja desființată, iar comuna Cernica era formată din satele Cernica, Căldăraru, Tânganu, Tânganu-Nou și Tânganu-Moara, având în total 3120 de locuitori și fiind arondată plășii Pantelimon a aceluiași județ. Tot atunci, satul Poșta trecuse de la comuna Ștubeiu-Orăști la comuna Bobești-Bălăceanca din aceeași plasă.
În 1950, la reorganizarea administrativ-teritorială a României comuniste, comuna Cernica a fost arondată raionului 23 August aflat în subordinea orașului republican București, rămânând astfel până în 1968, când a devenit parte a județului Ilfov, fiindu-i arondate și satele Bălăceanca și Poșta. Din 1981, a fost arondată Sectorului Agricol Ilfov, subordonat municipiului București, și devenit din 1998 județul Ilfov.

## Monumente istorice

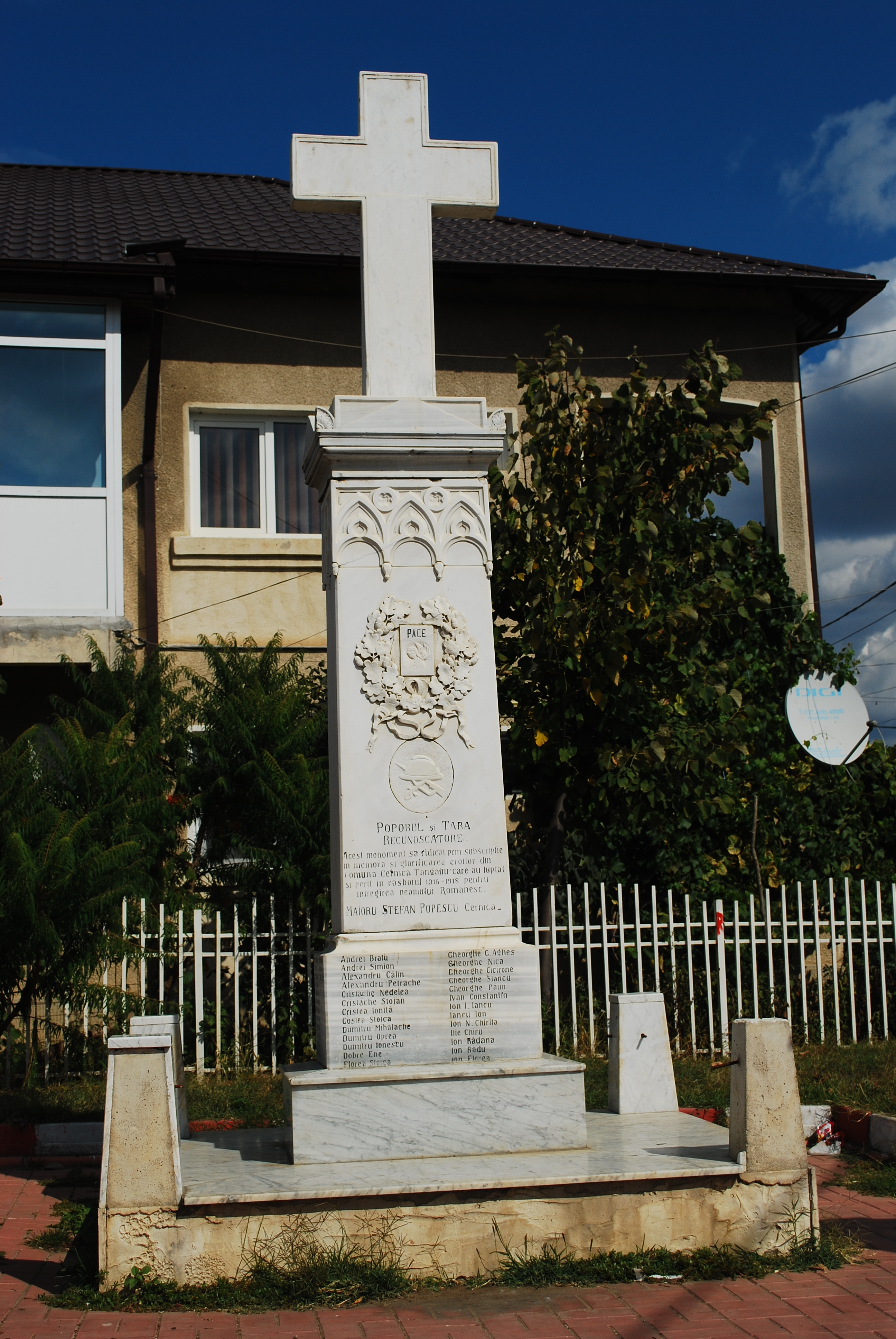
Crucea memorială a celor căzuți în Primul Război Mondial, monument istoric din satul Cernica

În comuna Cernica se găsesc trei situri arheologice clasificate ca monumente istorice de interes național. Este vorba de așezarea geto-dacică de la Tânganu, aflată în zona Tânganu-Moară, pe malul stâng al Dâmboviței; de situl de la Bălăceanca, de pe malul drept al aceluiași râu, cuprinzând două telluri — unul din neolitic, aparținând culturilor Boian și Gumelnița; iar celălalt fiind o așezare din Epoca Bronzului, care a dat numele culturii arheologice Glina; și de urmele mănăstirii Iezerul de lângă satul Căldăraru.
În afara acestora, alte zece obiective de pe teritoriul comunei Cernica sunt incluse în lista monumentelor istorice din județul Ilfov, ca monumente de interes local. Șapte dintre ele sunt clasificate ca situri arheologice — un sit din vatra satului Bălăceanca; altul în punctul „La malul trăznit” din același sat; trei așezări din satul Căldăraru din diverse epoci: Epoca Bronzului, geto-dacică și daco-romană; și situl de la Poșta.
Alte două obiective sunt clasificate ca monumente de arhitectură — biserica „Adormirea Maicii Domnului” din Tânganu (1853) și biserica cu același hram din Bălăceanca (1870). Un monument este clasificat ca monument de for public — crucea comemorativă a celor căzuți în Primul Război Mondial, monument aflat în satul Cernica și datând din 1920.